# Dora Duncker
Dorothea Livia Felicia Maria (Dora) Duncker, född 28 mars 1855 i Berlin, död där 9 oktober 1916, var en tysk författare. Hon var dotter till bokförläggaren Alexander Duncker. Hon skrev romaner, berättelser, essäer, dikter och teaterpjäser. Av hennes rika produktion har tre historiska romaner utgivits i svensk översättning.

## Verk i svensk översättning
- Ludvig XIV och Louise de la Vallière : en kärleksidyll : Historisk roman. Översatt av E. K. W., 1915. LIBRIS 1632693. Tysk originalutgåva 1912.
- Markisinnan de Pompadour. Översatt av Hugo Hultenberg, 1917. LIBRIS 1651113. Tysk originautgåva 1913.
- George Sand : En bok om passioner : Historisk roman. Översatt av Harald Sundström, 1918. LIBRIS 1651112. Tysk originautgåva 1916.